# Ceretes thais
Ceretes thais is een vlinder uit de familie Castniidae. De wetenschappelijke naam van de soort werd, als Papilio thais, in 1782 door Dru Drury gepubliceerd.
De soort komt voor in het Neotropisch gebied.

## Synoniemen
- Papilio chremes Fabricius, 1793
- Corybantes nicon Hübner, 1822
- Castnia thalaira Godart, 1824 nomen novum voor Papilio thais Drury, 1782
- Castnia nicon Gray, 1838 non Castnia nicon Hübner, 1822
- Castnia morphoides Walker, 1865
- Chremes jonesii Buchecker, 1876